# 申姓
申姓一說源自姜姓，乃遠古時神農封申呂於申國，其後人於是以國為姓。此姓氏在韓國有較多分佈。

## 延伸阅读
[在维基数据编辑]
 《百家姓》
 《欽定古今圖書集成·明倫彙編·氏族典·申姓部》，出自陈梦雷《古今圖書集成》